# Lypha harrisi
Lypha harrisi är en tvåvingeart som först beskrevs av Henry J. Reinhard 1935.  Lypha harrisi ingår i släktet Lypha och familjen parasitflugor.
Artens utbredningsområde är Iowa. Inga underarter finns listade i Catalogue of Life.